# Bess van Hardwick
Elizabeth Talbot, gravin van Shrewsbury (ca. 1527 – 1608), beter bekend als Bess van Hardwick, was een Engelse aristocrate die in de 16e eeuw een van de belangrijkste figuren aan het hof van koningin Elizabeth was. Hoewel ze zelf naar contemporaine maatstaven van relatief lage afkomst was, wist Bess zich via vier huwelijken tot de hoogste regionen van het Engelse Establishment te verheffen en een aanzienlijk fortuin te vergaren.
Tussen 1569 en 1584 was haar echtgenoot George Talbot, hertog van Shrewsbury, de gevangenbewaarder van Maria I van Schotland. Bess en de Schotse koningin werkten samen aan een serie wandtapijten die vandaag de dag te zien zijn in Oxburgh Hall in de Engelse stad Oxborough, Norfolk. Het kasteel Chatsworth in het graafschap Derbyshire, dat Bess in de jaren zestig van de 16e eeuw liet bouwen, is meerdere malen uitgeroepen tot Groot-Brittanniës favoriete landhuis.

## Afkomst en jeugd
Elizabeth Hardwick was de dochter van John Hardwick en Elizabeth Leeke. Haar vader’s familie was in de 13e eeuw vanaf de Engelse zuidkust naar het meer centraal gelegen Derbyshire verhuisd. Tegen het midden van de 15e eeuw had de familie flink wat land vergaard rond het gehucht Ault Hucknall. De familie behoorde tot de lagere landadel.
De exacte geboortedatum van Bess van Hardwick is niet met zekerheid vast te stellen, maar in een verklaring die ze onder ede aflegde in 1546 zwoer ze dat ze in 1543 jonger dan 16 jaar was. Aangezien haar vader in 1527 overleed, wordt dit jaar normaal gesproken als haar geboortejaar gezien.
Toen John Hardwick overleed had Bess drie zusters en één broer, die zijn vader’s bezittingen erfde. Haar moeder hertrouwde met een man uit een naburig dorp. Van Bess’ jeugd is verder weinig bekend. Ze werd als jong meisje verloofd met de drie jaar jongere Robert Barley.

## Vier huwelijken

### Robert Barley
In mei 1543 trad Bess in het huwelijk met Robert Barley, de erfgenaam van een aangrenzend landgoed. Robert overleed in december 1544, zonder dat hij en Bess kinderen hebben gekregen. Na zijn dood betwistte de voogd van haar zwager haar erfdeel. Pas in 1546 kreeg ze een deel van haar echtgenoot’s landgoed, plus compensatie, toegewezen.

### William Cavendish
Op 20 augustus 1547 trouwde Bess met Sir William Cavendish, een parlementslid en hoveling die een fortuin had verdiend als ambtenaar in de Engelse schatkamer. Hij was de vader van twee dochters, en was al tweemaal weduwenaar geworden. Na haar huwelijk stond Bess bekend als Lady Cavendish.
William, 42 jaar ten tijde van het huwelijk, was dus twee keer zo oud als Bess. Tijdens de ontbinding van de kloosters tussen 1536 en 1541 had hij zich enorm verrijkt, omdat hij als ambtenaar aan het hof van Hendrik VIII de bezittingen van de rijkste kloosters kon toe-eigenen. Mogelijk op aandringen van Bess verkocht hij na de bruiloft zijn landgoederen in zuid-Engeland en kocht het Chatsworth landgoed in Derbyshire.
Bess en William hadden samen acht kinderen, van wie er zes de minderjarigheid overleefden. Hun zoon William werd in 1618 verheven tot Graaf van Devonshire, zijn nakomelingen wonen nog steeds in het kasteel Chatsworth dat Bess liet bouwen. Dochter Elizabeth trouwde met de Schotse graaf van Lennox, via wie Bess’s kleindochter Arbella Stuart aanspraak kon maken op de Engelse troon. William Cavendish overleed in 1557, Bess werd als voogd van hun kinderen eigenaar van zijn landgoederen.

### William St Loe
Twee jaar later, in 1559, trouwde Bess met Sir William St Loe, die dienstdeed in de persoonlijke garde van koningin Elizabeth. Hij bezat uitgestrekte landerijen in het zuidwesten van Engeland. Toen hij in 1564 of 1565 plotseling overleed, had hij zijn twee dochters uit een eerder huwelijk en zijn broer onterfd, liet al zijn bezittingen aan Bess na.
Deze erfenis maakte van Bess een van de rijkste vrouwen in Engeland, met een geschat jaarlijks inkomen van 60.000 pond (omgerekend €24 miljoen). Als weduwe van het hoofd van de persoonlijke garde van de koningin had ze ook toegang tot het koninklijk hof in Londen, waar ze goed aangeschreven stond. Gezien haar leeftijd en rijkdom werd ze hier door meerdere mannen het hof gemaakt.

### George Talbot
Bess hertrouwde in 1568 op 41-jarige leeftijd met George Talbot, de zesde graaf van Shrewsbury. Ze verkreeg hierdoor de titel gravin van Shrewsbury. Haar vierde echtgenoot kwam uit een oud geslacht van hofadel en had al zeven kinderen uit een eerder huwelijk.
Om de banden tussen de twee families nog verder te versterken trouwden twee van Bess’ kinderen met William Cavendish met de kinderen van haar nieuwe echtgenoot in februari 1568.
In februari 1569 werd George Talbot op bevel van de koningin de gevangenbewaarder van Mary, Queen of Scots. Zij was in 1568 Schotland ontvlucht nadat ze gedwongen was afstand te doen van de Schotse troon ten gunste van haar nieuwgeboren zoon. Mary kon via haar voorouders aanspraak maken op de Engelse troon, Elizabeth hield haar rivale daarom gevangen.
Bess en haar echtgenoot zouden uiteindelijk vijftien jaar lang Mary onder hun toezicht hebben. Koningin Elizabeth liet de kosten van Mary’s gevangenschap betalen door de graaf van Shrewsbury. Aan deze financiële kosten en politieke spanningen ging Bess’s vierde huwelijk uiteindelijk ten onder: vanaf 1580 leefden ze apart. In 1590 overleed George Talbot; Mary was in 1587 al onthoofd nadat ze schuldig was bevonden aan verraad van koningin Elizabeth.
Gedurende deze periode organiseerde Bess (zonder toestemming van haar echtgenoot) ook een huwelijk tussen haar dochter Elizabeth Cavendish en de Schot Charles Stuart, zoon van Margaret Douglas. Zij was de gravin van Lennox, die als directe nazaat van koning Hendrik VII van Engeland (en dus een nicht van koningin Elizabeth was) aanspraak had op de Engelse troon. De kinderen van Elizabeth en Charles zouden dus ook plaatsnemen in de Engelse troonopvolging.
Gezien de spanningen rond de opvolger van de ongehuwde en kinderloze koningin Elizabeth was dit huwelijk politiek explosief. De gravin van Lennox werd enige maanden opgesloten in de Tower of London. Bess werd opgeroepen om een officiële enquête bij te wonen, maar weigerde naar Londen af te reizen en bleef in Sheffield. Haar kleindochter uit het controversiële huwelijk, Arbella Stuart, zou nooit de troon bestijgen.

## Dood en nalatenschap

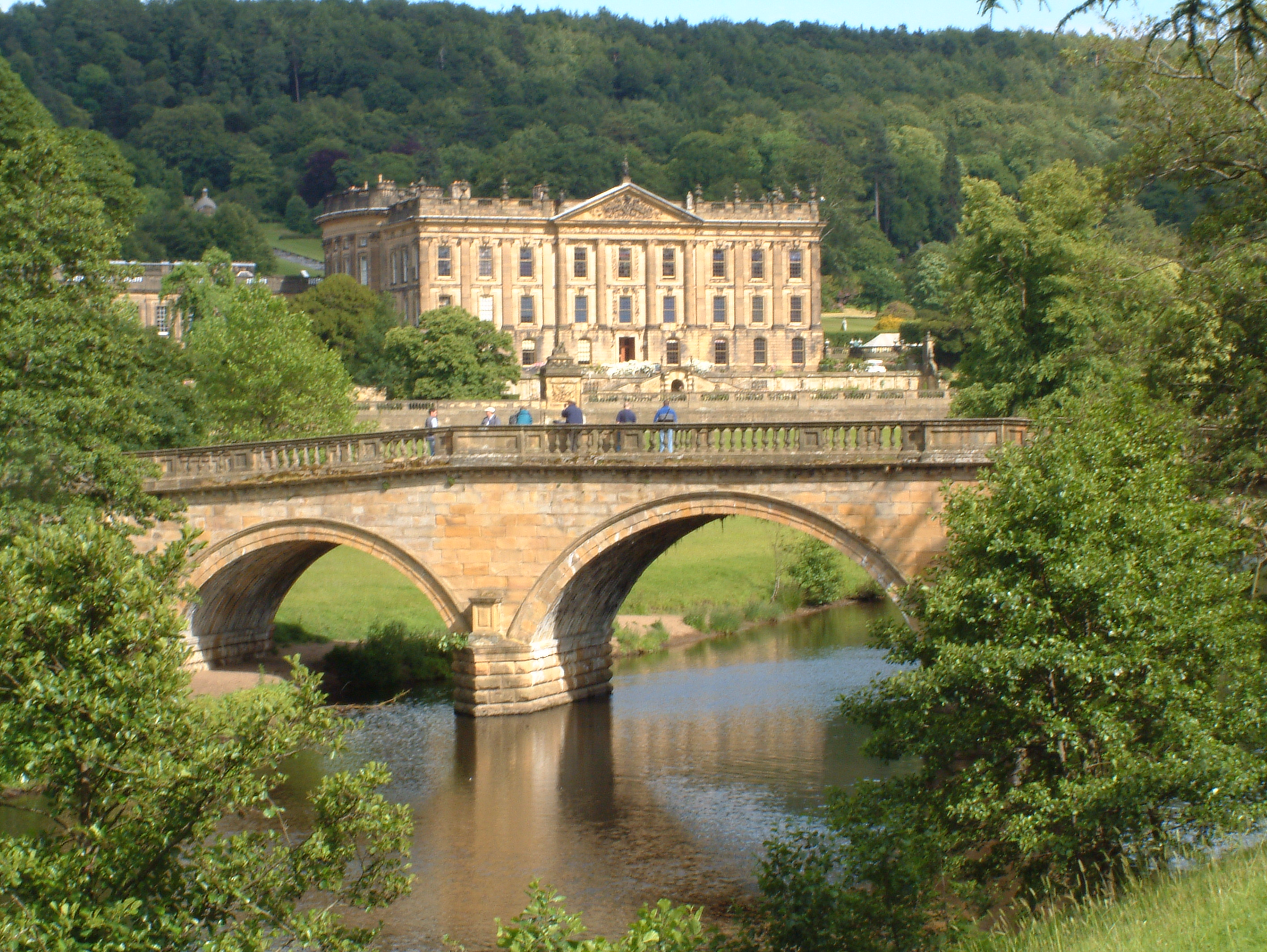
Huize Chatsworth, Derbyshire

Bess van Hardwick overleed op 81-jarige leeftijd op 13 februari 1608. Haar stoffelijk overschot werd bijgezet in de kathedraal van Derby, waar ook een gedenksteen werd geplaatst.
Bess liet een grote collectie aan decoratief textielwerk na, inclusief wandtapijten en borduurwerk. Haar testament verbiedt haar nazaten deze collectie te verkopen of te verdelen, en de zogenoemde "Hardwick Hall textiles" worden heden ten dage nog steeds tentoongesteld.
Het kasteel Chatsworth in het graafschap Derbyshire, dat Bess in de jaren zestig van de 16e eeuw liet bouwen (maar dat sindsdien herhaaldelijk is herbouwd en uitgebreid), is meerdere malen uitgeroepen tot Groot-Brittannië’s favoriete landhuis.
Koningin Elizabeth II van Engeland is een verre nazaat van Bess, via haar zoon William, graaf van Devonshire.